# Пустовой, Юрий Иванович
Ю́рий Ива́нович Пустово́й (укр. Юрій Іванович Пустовий; род. 9 мая 1960, Сталинабад, Таджикская ССР, СССР) — советский, украинский и российский кинооператор, сценарист.

## Биография
Родился 9 мая 1969 года в Сталинабаде. В 1977 году поступил на операторский факультет Всесоюзного государственного института кинематографии (мастерская Александра Гальперина), который окончил в 1982 году.
Работал на Одесской киностудии с режиссёрами Игорем Апасяном и Юрием Кузьменко.
В начале 1990-х годов на базе киностудии им. Горького организовал и возглавил совместное итало-российское предприятие по прокату кинотехники.
Занимается фотографией.

## Фильмография

### Оператор
- 1981 — Утренний поезд
- 1982 — Шагреневая кожа
- 1983 — Прибежище, или Тио-Тио-тинкс
- 1983 – Незнайка с нашего двора
- 1986 – Малявкин и компания
- 1987 – Лето на память
- 1990 – Шереметьево-2
- 1991 – Джокер
- 1992 – Дафнис и Хлоя

### Сценарист
- 1991 – Джокер
- 1992 – Дафнис и Хлоя